# Emergency 2: The Ultimate Fight for Life
Emergency 2: The Ultimate Fight for Life – druga część gry z serii Emergency, w której zadaniem gracza jest ratowanie ludzkiego życia.

## Rozgrywka
- 25 realistycznych scenariuszów (karambol drogowy, katastrofa kolejowa, pożar na nuklearnej łodzi podwodnej, porwanie samolotu, atak gazowy).
- otrzymujemy do dyspozycji różnorodny sprzęt ratowniczy, ponad 20 jednostek ratownictwa pożarowego, 10 jednostek policyjnych (jednostki specjalne, psycholodzy policyjni) oraz 10 jednostek innych służb ratunkowych (K-9).
- szczegółowa grafika 3D z izometrycznym widokiem akcji.
- filmy przedstawiające wypadki, czy katastrofę, z którą będziemy mieli do czynienia.